# Francisca Jorge
Ne pas confondre avec Matilde Jorge, sa sœur cadette également joueuse de tennis.
Francisca Jorge, née le 21 avril 2000 au Portugal, est une joueuse de tennis portugaise, professionnelle depuis 2017. Elle est la sœur ainée de Matilde Jorge, également joueuse professionnelle de tennis.

## Carrière
Francisca Jorge dispute ses premiers matchs ITF en 2015. Elle y a remporté, à ce jour, 6 titres en simple et 29 en double. 
En février 2018, elle fait ses débuts en Fed Cup pour le Portugal. En octobre, elle remporte ses deux premiers titres à Lousada et devient n°1 portugaise.
Le 20 avril 2024, elle remporte en double avec sa sœur cadette, Matilde Jorge, le tournoi WTA 125 de Oeiras. En simple, elle est battue en quart de finale par Bernarda Pera. En juin, elle s'adjuge son plus gros titre en simple à Guimarães (75 000 $).

## Palmarès

### Titres en double en WTA 125
| No | Date       | Nom et lieu du tournoi    | Catégorie | Dotation  | Surface      | Partenaire    | Finalistes                          | Score    |          |
| -- | ---------- | ------------------------- | --------- | --------- | ------------ | ------------- | ----------------------------------- | -------- | -------- |
| 1  | 15-04-2024 | Oeiras Open Oeiras        | WTA 125   | 115 000 $ | Terre (ext.) | Matilde Jorge | Harriet Dart Kristina Mladenovic    | 6-0, 6-4 | Parcours |
| 2  | 14-04-2025 | Oeiras Ladies Open Oeiras | WTA 125   | 115 000 $ | Terre (ext.) | Matilde Jorge | Anastasia Dețiuc Patricia Maria Țig | 6-1, 6-2 | Parcours |

## Parcours en Grand Chelem

### En simple dames
| Année | Open d'Australie | Open d'Australie | Internationaux de France | Internationaux de France | Wimbledon | Wimbledon      | US Open | US Open         |
| ----- | ---------------- | ---------------- | ------------------------ | ------------------------ | --------- | -------------- | ------- | --------------- |
| 2024  | Q1               | Astra Sharma     | Q1                       | Sara Saito               | Q1        | Katie Volynets | Q1      | Maria Timofeeva |

N.B. : à droite du résultat se trouve le nom de l'ultime adversaire.

## Classements WTA en fin de saison
| Année          | 2016 | 2017 | 2018 | 2019 | 2020 | 2021 | 2022 | 2023 | 2024 |
| Rang en simple | –    | 787  | 619  | 565  | 457  | 384  | 302  | 272  | 190  |
| Rang en double | 912  | 698  | 583  | 382  | 383  | 336  | 152  | 129  | 112  |

Source : (en) Classements de Francisca Jorge sur le site officiel de la Fédération internationale de tennis